# Paul Hermanus
Paul Hermanus (Brussel, 19 februari 1859 – aldaar, 22 september 1911) was een Belgisch kunstschilder op de overgang van realisme naar impressionisme.

## Persoonsgegevens
Paul-François-Nicolas Hermanus was de zoon van Alexandre Jules Hermanus, tekenaar, meubelmaker en meubelfabrikant en van Pétronille Nootens. Hij huwde de Nederlandse Rozetta Waalwijk, die hij tijdens een reis in Amsterdam had leren kennen. Zijn broer Georges-Alexandre was tekenaar en architect.

## Levensloop
Vader Hermanus had een meubelfabriekje in Sint-Gillis/Brussel. Hij leerde aan zijn zonen de eerste beginselen van het tekenen..
Paul Hermanus ontving zijn schildersopleiding aan de Brusselse Academie van 1870 tot 1880 en aan de vrije academie ‘La Platte de Dindon’. Zijn opleiding aan de Academie zag er als volgt uit: 1870-1874: Beginselen der Tekenkunst; 1874-1878: Tekenen naar de Antieke Figuur; 1878-1879: Tekenen naar de Natuur.
In 1880 ging hij werken in het atelier van een toneelschilder, Georges Hebbelinck. Beroepshalve runde Hermanus later zelf een decoratie-bedrijf. Théo Clesse, de broer van kunstschilder Louis Clesse, was er atelierchef.
Als kunstschilder schilderde hij quasi uitsluitend landschappen en marines. Hermanus debuteerde realistisch maar stond open voor de vernieuwingen in de geest van het impressionisme die hij gematigd toepaste in zijn werken. Hermanus werkte vaak in de Ardennen en aan de Vlaamse, Franse en Nederlandse kusten, alsook in pittoreske steden zoals bijvoorbeeld Brugge. Er zijn ook gezichten van zijn hand op Londen, op Venetië en Capri en uit Noord-Afrika.
In 1883 was Hermanus lid geworden van de "Cercle des Aquarellistes et des Aquafortistes Belges" maar hij verliet het gezelschap om in 1884 toe te treden tot “Les Hydrophiles” waarvan hij lid bleef tot 1888. In de tentoonstelling van “Les Hydrophiles” in 1884 toonde hij aquarellen met marines.
Hermanus had in 1889 een individuele tentoonstelling in de Salle Malibran in Elsene. Hij toonde er olieverven en aquarellen, studies die hij in Venetië had geschilderd, decoratieve panelen en een "trofee" die hij had ontworpen voor de Belgische Brouwers voor expositie op de Wereldtentoonstelling in Parijs. In zijn tentoongestelde schilderijen kwamen Brussel, Heist, Middelkerke en De Haan frequent voor.
Hermanus realiseerde een reeks muurschilderingen in de trouwzaal van het Gemeentehuis van Ukkel (1899).
Het leven van Hermanus verliep overigens zonder bekende noemenswaardige gebeurtenissen. Hij woonde in de Naamsestraat 32 in Brussel. Hij was een typische ‘kleinmeester’ die degelijke producten afleverde maar die op geen enkel moment kon bogen op een uitzonderlijke bekendheid.

## Tentoonstellingen
- Salon 1881, Brussel : “Bloemen” (aquarel)
- Lentesalon 1909, Brussel: “De haven van Hoorn” (olie)
- Salon 1894, Antwerpen : “Gezicht op Dordrecht”
- Salon 1895, Gent : “De Amblève in Remouchamps” en “Kanaal in Nieuwpoort”
- Salon 1902, Gent: “Mosselvissers”, “De dijk – Holland”
- Salon 1907, Brussel: “Omgeving van Biskra” (olie), “Het partijtje domino” (olie), “Arabische markt in de Sahara” (gouache), “Straat van de Kasbaj, Algiers” (gouache) en “Winter in Edam” (aquarel)

Daarnaast was er anno 1893 nog een individuele tentoonstelling in de lokalen van de ‘Cercle Artistique et Littéraire’ in Brussel, simultaan met exposities met werk van Marguerite Dielman en Adolphe Jacobs. Hij exposeerde later nog meermaals in de Cercle, gevestigd in de Waux-Hall aan de Wetstraat, en waar aan een hoog ritme tentoonstellingen van eigentijdse Belgische kunstenaars werden georganiseerd, individueel, per twee of zelfs per drie..

## Musea
- Antwerpen, Museum Ridder Smit van Gelder : “Stadsgezicht met brug”
- Brussel, ministerie van Openbare Werken: “Kasteel in Walzin”
- Elsene, Museum van Elsene
- Maassluis
- Oostende, Mu.ZEE : “De kerk in Katwijk” (1900, aangekocht bij de kunstenaar in 1900)
- Brussel, verz. Kamer & Senaat (“Capri en de Vesuvius”)
- Ukkel, Gemeentehuis (muurschilderingen in de trouwzaal)

- RKD-Nederlands Instituut voor Kunstgeschiedenis: 37825
- Union List of Artist Names: 500145384
- Virtual International Authority File: 96656718